# Club Hípic El Montanyà
El Club Hípic El Montanyà és una instal·lació eqüestre situada a la finca d'El Montanyà, a la comarca d'Osona, entre les localitats de Seva i Brull. Té dues seccions independents: el club de golf i el club eqüestre.
Va ser inaugurat el juny de 1991 amb motiu de la celebració de les competicions d'hípica (doma clàssica) i de pentatló modern realitzades en els Jocs Olímpics d'Estiu de 1992 de Barcelona. La Federació Eqüestre Internacional (FEI) va traslladar-hi les competicions de doma que es van portar a terme en una pista provisional al costat del camp de golf, amb unes grades per a 4.000 espectadors asseguts.
El club consta de tres zones diferents que cobrixen una superfície de més de 200 ha: els estables, el circuit de camp a través i el camp de golf. La zona dels estables consta de quatre edificis amb 82 "boxs" per als cavalls, un pati de quadres i una pista de doma cobert, així com els espais dedicats per als serveis veterinaris, ferreria, vestuaris i magatzems. El circuit de la prova de fons, creat per l'expert alemany Wolfgang Feld, consta de dues seccions: el circuit de steeple chase de 1.477 m i el circuit de camp a través (cross-country) de 7.410 m amb 33 obstacles.